# Нэшвиллская конвенция

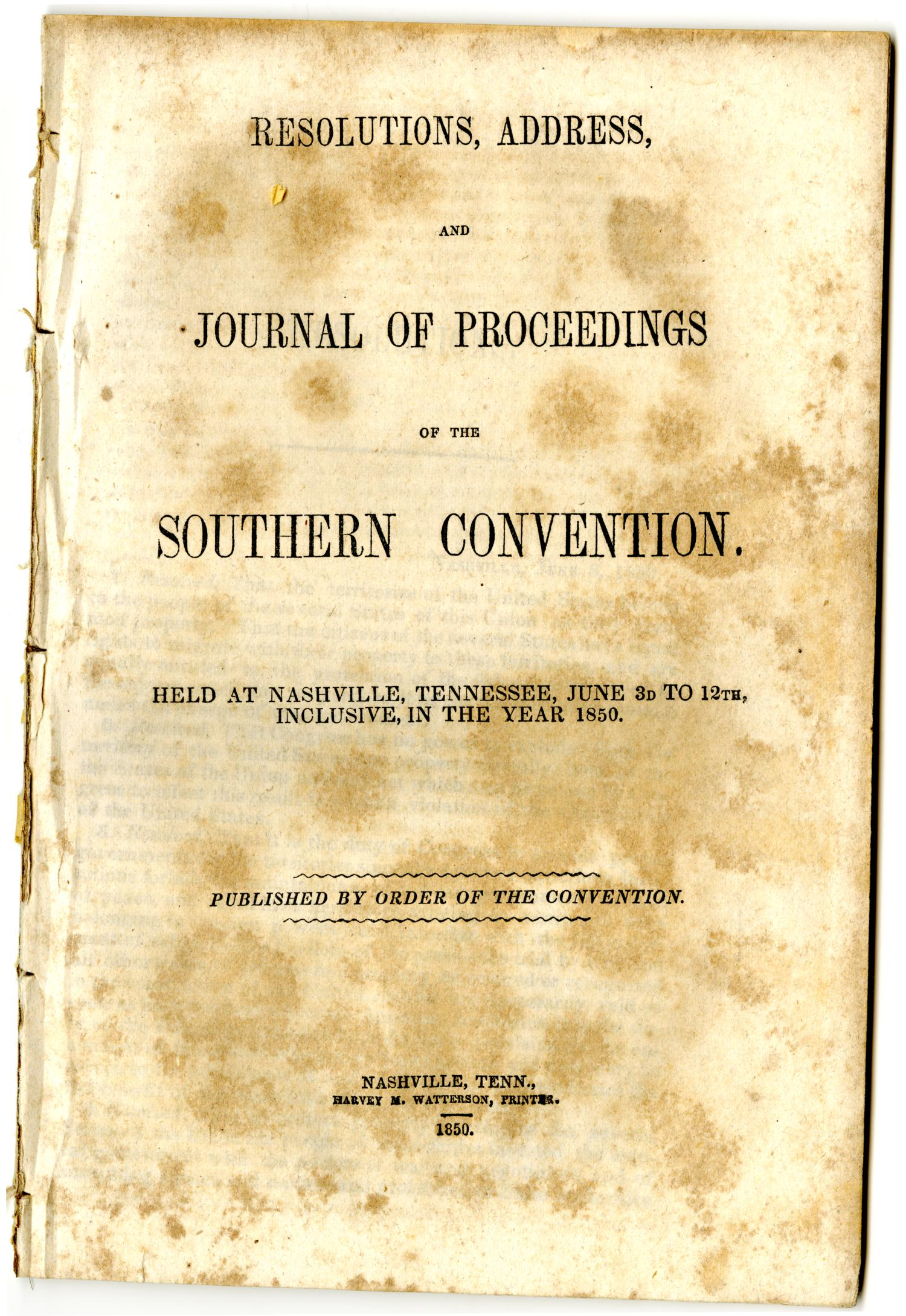
Протокол Нашвиллского съезда

Нэшвиллская конвенция (англ. Nashville Convention) — собрание представителей южных штатов в Нашвилле в Теннесси в 1850 году. Инициатива проведения съезда принадлежала политику из Южной Каролины Джону Кэлхуну, который призвал штат Миссисипи созвать съезд. В результате в октябре 1849 года съезд в Миссисипи призвал все рабовладельческие штаты отправить делегатов в Нашвилл, чтобы сформировать единую позицию по поводу «северной агрессии» (в то время в американском обществе велось активное обсуждение будущего статуса рабства на территориях, полученных от войны с Мексикой).
Делегаты девяти южных штатов собрались в Нашвилле 3 июня 1850 года. Законодательные собрания некоторых штатов не стали выбирать делегатов на съезд, из-за чего туда были приглашены их неофициальные представители, из-за чего конвент изначально не мог принять никаких решений, выходящих за рамки простых резолюций. Лидер сепаратистов Роберт Барнуэлл Ретт рассчитывал, что съезд поддержит отделение южных штатов, но власть на конвенции удерживали умеренные политики из партии вигов и демократической партии. В конечном итоге 10 июня съезд принял 28 резолюций, поддержав рабство и право всех американцев переезжать на западные территории. Делегаты выразили своё согласие на урегулирование вопроса рабства путём продления линии миссурийского компромисса на запад до Тихого океана. В сентября 1850 Конгресс США принял компромисс 1850 года, который на время снизил секциональную напряжённость в США. 11-18 ноября конвенция собралась на вторую сессию, на которое присутствовало значительно меньше делегатов, а власть оказалась в руках радикалов. Они отвергли компромисс 1850 года и призвали юг к отделению, но не смогли заручиться поддержкой населения, а общая неорганизованность съезда выставила его бесполезным мероприятием.